# Vergnügungszug
Vergnügungszug ("Treno dei divertimenti") op.281, è una polka veloce di Johann Strauss (figlio).
La polka Vergnügungszug fu composta da Johann Strauss in occasione del ballo dell'associazione degli industriali che si svolse nella Redoutensaal di Vienna il 19 gennaio 1864 per celebrare l'inaugurazione della nuova rete ferroviaria nell'Austria meridionale.
Strauss non fu comunque il primo compositore a scrivere brani per celebrare le innovazioni della tecnologia. Molti anni prima Johann Strauss padre aveva esaltato l'apertura della prima ferrovia a vapore austriaca, il 14 novembre 1837, tra la periferia di Vienna e Floridsdorf Deutsch Wagram con un valzer dal titolo Eisenbahn-Walzer Lust op. 89 ed Eduard Strauss scrisse la sua famosa polka veloce Bahn Frei op. 45 per celebrare l'apertura di una nuova linea ferroviaria.
Tuttavia, anche se molte composizioni di Strauss commemorano o esaltano i viaggi e le forme di trasporto, né lui né suo fratello Eduard intraprendevano mai dei viaggi in treno troppo lunghi. Un aneddoto racconta che Johann stesso fosse terrorizzato alla semplice idea di parlare dei precipizi nella zona di Semmering (Stiria) e più tardi, durante un viaggio in ferrovia verso Boston nel 1872 per un tour di concerti negli Stati Uniti, Strauss confessò a sua moglie, Henrietta Treffz, che avrebbe preferito essere ucciso piuttosto che fare un altro viaggio sulle ferrovie americane.